# Evergestis segetalis
Evergestis segetalis ist ein Schmetterling aus der Familie der Crambiden (Crambidae).

## Merkmale
Die Falter erreichen eine Flügelspannweite von 26 bis 31 Millimeter. Die Vorderflügel sind sandgelb und weiß gezeichnet. Wurzelfeld, Mittelfeld und Saumfeld sind stark mit sandgelben Schuppen gesprenkelt, sodass die schräg verlaufenden weißen Antemedian- und Postmedianlinien unregelmäßig und ziemlich breit sind. An Letztere schließt sich distal eine feine, wellenförmig gezähnte, unterbrochene dunkle Linie an. Die Subterminallinie ist nur von der Mitte des Flügelaußenrandes bis zum Innenwinkel deutlich sichtbar. Der Diskalfleck ist undeutlich bräunlich gerandet. Der Außenrand ist zwischen den Flügeladern mit einer Reihe dunkler Punkte versehen. Die Fransenschuppen sind weiß und haben eine braune Basis, die an den Aderenden durch weiße Striche unterbrochen wird. Die Hinterflügel sind gelblich weiß und vor allem im Saumfeld spärlich gelblich braun gesprenkelt. Die dunkle Postmedianlinie ist dünn und undeutlich. Am Flügelaußenrand befinden sich zwischen den Adern drei bis vier Mondflecke. Die Fransenschuppen sind in der basalen Hälfte braun. Die Hinterflügelunterseite ist fahl gelblich weiß, die Vorderflügelunterseite ist etwas dunkler und mit einer blassen Postmedianlinie und einem auffälligen dunklen, schräg sitzenden, rechteckigen Diskalfleck gezeichnet. Die Fransenschuppen sind weißlich und in der basalen Hälfte dunkler.
Die aus Sizilien und Nordafrika bekannte Unterart E. s. blandalis unterscheidet sich von der Nominatunterart durch eine hellere und kräftigere Färbung und eine kontrastreichere Zeichnung.
Bei den Männchen ist die distale Hälfte des Uncusschafts schopfartig und trägt einen Kamm langer, zurückgebogener, sichelförmiger Borsten. Der Gnathos ist zur Spitze hin leicht bauchig und mit etwa sechs weit auseinander liegenden, kurzen, stumpfen Zähnen versehen. Die Valven sind parallelwandig, der Apex ist schräg abgerundet und stark behaart. Die Costa ist an der Basis verdickt. Das Klammerorgan (Clasper) ist ein nach vorn gerichteter, zungenförmiger, sklerotisierter Lappen. Der Phallus besitzt ein aufgerautes Band, der distale Teil ist mit einer dichten Cornuti-Gruppe und einer zweiten Gruppe deutlich größerer Cornuti versehen. An der Basis der bürstenartigen Kissen befindet sich eine halbrunde Gruppe cornutusartiger Stachel.
Bei den Weibchen ist das Corpus bursae unregelmäßig kugelförmig. Die Signa sind relativ klein und kurz. Der Ductus bursae ist vor dem Colliculum ziemlich breit, geknickt und gekrümmt.

### Ähnliche Arten
- Evergestis frumentalis (Linnaeus, 1761)[1]

## Verbreitung
Das Verbreitungsgebiet von Evergestis segetalis erstreckt sich von Nordafrika (Algerien) nach Osten über Südeuropa und den europäischen Teil Russlands, die Türkei und Armenien bis in den Iran. In Südeuropa kommt die Art in Frankreich, Italien (einschließlich Sizilien), Mazedonien und Bulgarien vor.

## Biologie
Die Präimaginalstadien sind unbekannt. In Nordafrika fliegen die Falter zwischen Juni und August.

## Systematik
Aus der Literatur sind folgende Synonyme bekannt:
- Botys segetalis Herrich-Schäffer, 1851
- Orobena blandalis Guenée, 1854
- Evergestis rubidalbalis Turati, 1908

## Belege
1. 1 2 3 4 5 6 7  Barry Goater, Matthias Nuss, Wolfgang Speidel: Pyraloidea I (Crambidae, Acentropinae, Evergestinae, Heliothelinae, Schoenobiinae, Scopariinae). In: P. Huemer, O. Karsholt, L. Lyneborg (Hrsg.): Microlepidoptera of Europe. 1. Auflage. Band 4. Apollo Books, Stenstrup 2005, ISBN 87-88757-33-1, S. 78 (englisch).
2. 1 2  Patrice Leraut: Zygaenids, Pyralids 1. In: Moths of Europe. 1. Auflage. Volume III. NAP Editions, 2012, ISBN 978-2-913688-15-5, S. 188 (englisch).
3. ↑  Hans Zerny (1939): Mikrolepidopteren aus dem Elburs-Gebirge in Nord-Iran. Zeitschrift des Wiener Entomologen-Vereins, 24, S. 171, PDF
4. ↑  Global Information System on Pyraloidea (GlobIZ). Abgerufen am 16. April 2013.
5. ↑  Evergestis segetalis bei Fauna Europaea. Archiviert vom Original im Internet Archive. Abgerufen am 16. April 2013